# Хистией
Хистией (на старогръцки: Ἱστιαῖος, * пр. 520 пр.н.е., † 493 пр.н.е.), син на Лисагора, е тиран на гръцкия град Милет в Мала Азия по времето на персийския цар Дарий I.
Той се бие през 514 пр.н.е. първо във войската на персийския цар Дарий I срещу скитите и подсигурява на връщащите се персийци пресичането на Дунав.
Построеният за това мост над Дунав по заповед на Дарий трябва да се събори след 60 дена, ако не се е върнал. Скитите преговарят с йонийците, които под командването на Хистией охраняват моста. Хистей убеждава другите йонийски тирани да чакат Дарий. Те подлъгват скитите и събарят само малка част от моста. Когато персийците пристигат до моста, Дарий сигнализира на чакащите йонийци, да построят отново напълно моста, и персите сигурно се връщат. За неговите заслуги му се позволява да основе град Миркинос (до древен Амфиполис) на река Струма в Тракия. Мегабаз, пълководец на великия цар, разбира военното значение на Миркинос и околностите, и Хистией по заповед на Дарий е извикан като съветник в столицата Суза, за да я контролира.  След провален поход срещу Наксос той убеждава зет си Аристагор († 497 пр.н.е.), да въстане срещу Дарий. Така той подбужда и ръководи Йонийското въстание (500/499– 494 пр.н.е.).
След потушаването на въстанието в Битката при Ладе (през 494 пр.н.е.), Хистией е победен през 493 пр.н.е. от персийския генерал Харпаг, когато прави опит да отиде с войска в Мала Азия, за да намери храна. Той бяга на остров Хиос. По време на бягството си, след като се моли да не бъде убит, той е пленен от Харпаг. Той го набива на кол в Сарди, за да не му бъде простено отново от Дарий. . Осолената му глава е изпратена на Дарий в Суза. 